# Mort d'Abdel Benyahia

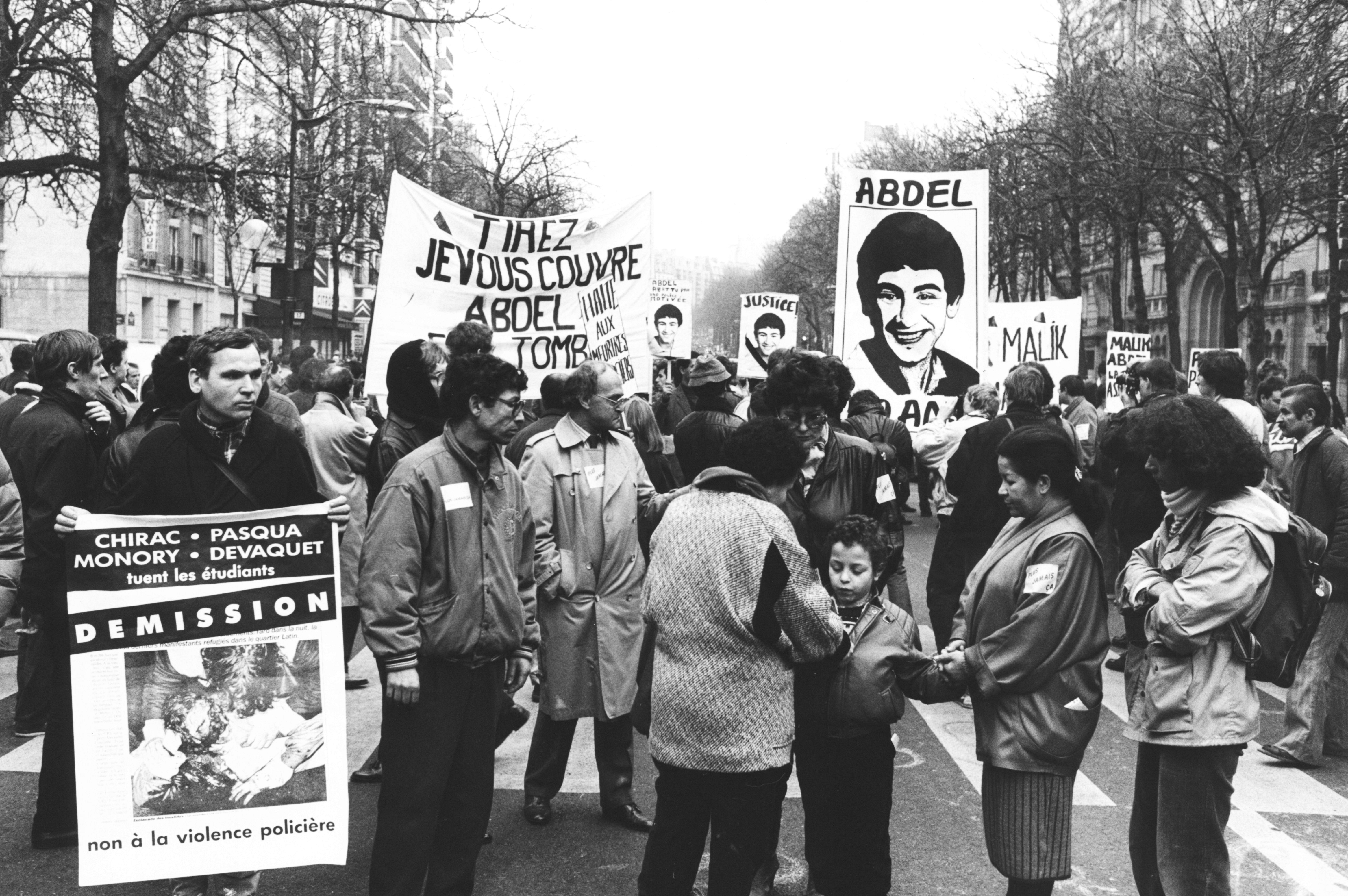
Manifestation à Paris contre les violences policières en décembre 1986.

La mort d'Abdel Benyahia est une affaire de violence policière survenue le 5 décembre 1986 à Pantin.

## Faits
Le 5 décembre 1986 à 22 h 30, le policier Patrick Savrey, alors qu'il était alcoolisé, tire avec son arme de service au café Tout va bien dans le quartier des Quatre-Chemins à Pantin sur Abdel Benyahia, âgé de 19 anset vivant à La Courneuve. Selon les témoignages, Abdel Banyahia séparait alors deux personnes qui s'invectivaient.
Sa mort survient le même soir que celle de Malik Oussekine à Paris, mais elle n'est rendue publique que deux jours plus tard.

## Procès
Le 23 novembre 1988, la cour d'assises de Seine-Saint-Denis condamne Patrick Savrey pour homicide volontaire commis avec un taux d'alcoolémie de 1,84 gramme ou 1,87 gramme d'alcool par litre de sang à 7 ans de prison.

## Postérité
L'affaire est relatée dans le film Nos frangins centré sur Malik Oussekine qui est réalisé en 2022 par Rachid Bouchareb, mais la famille Benyahia critique le portrait donné d'elle.